# 都築泰壽
都築 泰壽（つづき やすひさ、1936年3月11日 - 2015年4月27日）は日本の学校法人経営者、都築学園グループ元総長。強制わいせつ元被告人。

## 人物
1936年、創設者夫妻（都築賴助・貞枝夫妻）の次男として生まれた。福岡学芸大学卒、早稲田大学大学院修了、ブリガムヤング大学大学院中退。当時の都築学園グループの理事長であり、第一薬科大学、第一経済大学（現：福岡経済大学→日本経済大学）、第一工業大学、第一福祉大学（現：福岡医療福祉大学）、および第一幼児教育短期大学の学長も務めていた。1999年にオックスフォード大学より「ジョンソン・オーナラリイフェローシップ」を、ケンブリッジ大学より「ペイトロン賞」を妻である仁子とともに受賞、毎年福岡経済大学の入学式には両大学の学長が挨拶に来た。
自衛隊OBを多数採用し上意下達が徹底された組織体制を作っていた。職員の中には、退職後に、居住する自治体市議会の無投票阻止を訴え立候補した人物も存在した。
また、キャラバンと呼ばれる、高校や専門学校などを対象に、都築学園系列の大学や専門学校の広報行脚を毎年五月～六月にかけ実施。これは、泰壽自身が「総指揮官」として陣営を指揮するもので、都築学園グループの教職員の研修も兼ねていた。この行事には系列大学の教授らも参加し、名物となっていた。訪問先の高校や専門学校では泰壽の進路に赤絨毯が敷かれ、訪問先の失笑を買っていた（高校や専門学校へは半ば飛び込み訪問であり、当然、敷地立ち入りを拒まれる事もあった）
締めくくりには、「凱旋式」と銘打ち、横浜薬科大学など都築系列の大学など広大な敷地を用いて、軍歌パレードやくす玉割り、職員による、軍歌の「艦隊勤務」を元にした「第一軍団勤務」と言う、総長である泰壽を賛美する内容の替え歌の披露などを行っていた。
替え歌の内容は以下の通りである。
第一軍団勤務
- 一　歴史豊かな軍団を、守る職員一同は、土曜日曜の分かちなく、勇み励みて勉むべし
- 二　熱鉄身を焼く夏の日も、風刀身を切る冬の夜も、広報募集の二文字を、肝に銘じて勉むべし
- 三　個性を伸ばす軍団の、高き理念を誇りつつ、勤めは種々に分かれども、尽くす誠はただ一つ
- 四　私学の命運担いつつ、関東攻略軍団は、総軍指揮する総長の、行く手さえぎる敵もなし
- 五　精強無比たる軍団を、創設賜り栄えあれと、祖霊の教え戴いて、誓いも新たに勉むべし

ちなみにこの「第一軍団勤務」は、のちに関東地方にある系列校の朝礼などの際に歌うことが慣習となった。
2015年4月27日、敗血症のため死去。享年79歳。。

### 強制わいせつ容疑で逮捕・起訴・有罪判決
2007年11月14日、福岡経済大学（現 日本経済大学）キャンパス内での女性職員に対する強制わいせつ容疑で、福岡県警に逮捕された。また、2008年1月9日には第一福祉大学の説明会での女性職員に対する強制わいせつ容疑で再逮捕された（最終的に4回再逮捕）女性職員へのセクハラは、半ば公然に繰り返され、少なからずの教職員が認知していたとされるが、総長と言う立場ゆえ表立って糺せる者はおらず、系列校において黙認され続けていた。
逮捕後、総長職を解任され、妻の仁子を新総長とした。女性をトップにすれば再発は起こり得ないだろうと世間に思わせるための、法人が考えた策。と解される。
2008年5月7日、福岡地方裁判所の保釈認定により、保釈保証金7000万円の即日納付により保釈。被害者側とは、一般的な同種事件の額をはるかに上回る、数千万円台の金額で示談を成立させた。起訴された3件の強制わいせつ罪の初公判は5月22日に行われた。公判廷の被告人質問では、犯行の動機について「コミュニケーションのつもり」「事件のことはうっすらと覚えているが、具体的なことは記憶にない」「被害者の顔も見たくない。少しは謝りたいが、深くではない」等、他人事のように飄々とした態度で答え、見かねた林裁判長に「これは犯罪ですよ」とたしなめられ、弁護団が頭を抱える一幕もあった。証人出廷した妻の仁子は「学園内にセクハラ防止委員会を設置し再発防止につとめる」と強調する一方、被告が犯行に及んだ原因を裁判長に問われると「うかつだったのか、冗談が過ぎたのか」と回答。認識が甘いのではと追及されても「被告はスケールの大きな性格で、小さいことにこだわらない。認識が甘かったのでは」と答えるのみだった。
6月3日、判決公判が福岡地方裁判所(林秀文裁判長)で行われ、「犯行は非常に執拗（しつよう）かつ卑劣で悪質」として、懲役3年、執行猶予5年（求刑懲役4年）の判決を言い渡した。林裁判長は「ごうまんな振る舞いが日常的になっていた」「教育者として範を示すべき立場にもかかわらず、目を覆いたくなるような犯行に及んだ」「被害者の苦痛の大きさに思いが至っていない」と厳しく指弾し「実刑という選択肢も考慮しなければならない」とも言及したが、最終的に執行猶予とした理由について、都築被告が（1）被害者に対して示談金を支払っている（2）総長を辞任するなど一定の社会的制裁を受けている（3）高齢である事ーなどと結論付けた。判決言渡し後に林裁判長は「あなたの妻は、あなたを学園の経営に復帰させないと裁判所と約束した。教育機関の責任の重さ、社会からの期待を思い起こし、事件の大きさをもう一度考え直すように」と異例の念押しの説諭をした。